# ليونزغيت
ليونزغيت إنترتينمنت (بالإنجليزية: Lions Gate Entertainment Corporation)‏ هي شركة كندية لإنتاج الأفلام السينمائية، وبدأت أعمالها في فانكوفر بكولومبيا البريطانية وذلك قبل نقلها إلى سانتا مونيكا، كاليفورنيا عام 1997.